# Тетяна Байда-Барбелюк
Барбелюк (Дейнега) Тетяна Мусіївна (27 листопада 1933, с. Забороль Луцького повіту Волинського воєводства Польщі — 24 листопада 2019, м. Луцьк) — українська письменниця, громадська діячка, членкиня КУНу, Братства вояків ОУН-УПА Волинського краю імені Клима Савура, Союзу Українок та товариства політв'язнів.
В 1948 році членкиня юнацької сітки ОУН. Заарештована 13.07.1949 р. УМДБ у Волинській області. Засуджена за ст. 54-10 КК УРСР на 10 років ВТТ з к/м. Покарання відбувала в Хабаровському краї. Звільнена 30.07.1954 р. Реабілітована 30.09.1991 р. прокуратурою Волинської області (Архів УСБ України у Волинській обл., ф. п., спр. 4311).

## Життєпис
Тетяна Мусіївна Байда-Барбелюк (Дейнега) народилась 27 листопада 1933 року в селі Забороль (тепер Луцького району) Волинської області в
родині селян. Спочатку навчалася у сільській школі, продовжила навчання в Луцькій школі № 3, де активно займалась музикою (гра на бандурі) та стала писати вірші про Україну. Два її учнівські зошити з віршами стали підставою для арешту та подальшого ув'язнення. 23 червня 1949 року у віці п'ятнадцяти з половиною років Тетяну було заарештовано після доносу господаря квартири, яку на зимовий період орендувала школярка. «Коли мене заарештували, він був кравцем, а коли я повернулася з табору — став капітаном міліції», — згадує жінка. Саме він передав слідчому НКВС особистий щоденник дівчини та зошити з віршами. Фотографії в національному одязі були знайдені під час обшуку. Допити продовжувалися впродовж багатьох днів, слідство цікавила інформація про повстанців, які були уродженцями села Забороль та навколишніх сіл, взамін на інформацію обіцяли волю. 
|  | Я дивлюся на ту браму, де зараз обласна прокуратура, і здригаюся. Туди мене відразу завезли в підвал на допит. Три місяці я сиділа там. В першу ж ніч мені попекли носа і коліна цигарками, роздягли догола, обзивали «політічєской простітуткой», «шлюхою». Над моєю камерою був кабінет слідчих і ми постійно чули ті крики, як на допит дівчат вели, а назад вже несли. Допити починали після півночі, щоб люди в Луцьку не чули, як кричать. Коли мене вперше голу привели до камери – всередині не було де сісти – ні нарів, нічого. Побої лікували власною сечею. Кожен день на допити – ні зустрічей із близькими, ні прогулянок, ні передач. Я пройшла 43 допити. Потім, повели мене на суд, та зачитали вирок – десять років позбавлення волі. Навіть конфіскацію майна зробили мені в п'ятнадцять років – все забрали від мами. Я вернулася з тюрми, то вона спала на соломі на ліжку, навіть рядна не було – куфайкою вкривалась. |

 Вироком «трійки» стало 10 років позбавлення волі за антирадянську агітацію. Вісім місяців провела Тетяна Дейнега у Львівській колонії № 1 для неповнолітніх, яка відрізнялась суворим тюремним режимом. Продовжувала писати вірші, в яких не було і нотки каяття, лише — нестерпна туга за рідним краєм. Разом з однодумцями, такими ж, як і сама, молодими в'язнями, зшила синьо-жовтий прапор та 1 травня 1950 року здійснила спробу підняти його над адміністративним корпусом тюрми. Після цього шістьох дівчат-патріоток відправляють по етапу на Колиму, в табори для дорослих злочинців. Важко перенісши дорогу, втративши близьку подругу, яка померла від дизентерії, Тетяна Дейнега прибула у бухту Ваніно, а звідти була переведена вглиб Усурійської тайги, в табір, де для кримінальних злочинців існували свої неписані закони і їхніми «методами» мали перевиховуватись молоді патріотки. Голод, холод, знущання, хвороби, надлюдська праця на лісоповалі та в кам'яних копальнях забрали не одне молоде життя. 
|  | Перший рік я хворіла на фурункульоз, на цингу, куряча сліпота була. Нам від бараку до туалету прив’язували шнурок, щоб ми змогли дійти. Ми паслися в тайзі: їли папороть, черемшу, черемху, ягоди всякі. Одним тайга – могильник, а нам, молодим, вона життя врятувала. Я втікала, але мене повернули. Не змогла переплисти Амур – дуже широка ріка. |

 Весною 1950 року здійснена спроба втекти виявилась невдалою, як наслідок, втрата близької подруги після самосуду блатних та тридцять п'ять діб карцеру, після відбуття якого дівчину перемістили до політичних з великими термінами ув'язнення. Це і врятувало життя, бо політичні зуміли згуртуватись та дали відсіч «блатним». Після смерті Сталіна разом з політичними страйкувала, брала участь у голодуванні. У таборі Тетяні дали псевдо «Байда», адже вона любила складати легенди, балади. А дівчата-політв'язні знали про її талант та просили їм щось почитати чи розповісти. Байда розповідала різні історії про неньку-Україну. В цілому в таборах молода волинянка пробула 5 років, 1 місяць та 7 днів. Влітку 1954 року Тетяна повернулась у рідне село до батьків, влаштувалася на непрестижну роботу вантажниці та закінчила з золотою медаллю вечірню школу. Спочатку закінчила Луцьке медичне училище, а пізніше — Івано-Франківський медінститут. Жила і працювала в Калуші, постійно знаходячись під пильним наглядом «органів». Була одружена з колишнім політв'язнем, який пішов з життя дочасно, народила і виховала з чоловіком двох дітей. Як тільки розпочалось національно-патріотичне відродження України в 90-х роках XX століття, активно включилася в громадсько-політичну роботу. Була членом КУНу, Братства вояків ОУН-УПА Волинського краю імені Клима Савура, Союзу Українок та товариства політв'язнів. Реабілітована у 1992 році. Тетяна Байда є автором поетичних збірок та прозових творів. З-під її пера вийшли збірка поезій «Вірші мої — діти мої»(1995 р.), казки для дітей «Бабусин спадок»(2001 р.), художньо-документальна повість про УПА «Довго мовчали смереки»(2001 р.), автобіографічна повість «Свічі гаснуть від вітру»(2002 р.), повість «Біла хустина»(2003 р.), роман «Покоління приречених»(2004 р.), роман «Море і соняхи»(2004 р.), збірка віршів «Мереживо долі»(2005 р.), казки і легенди «Катрусина скарбничка»(2006 р.), нарис «Забороль — наше рідне село»(2006 р.), історичний роман «Цариця і німий карлик»(2007 р.). ЇЇ твори друкувалися у різні роки у газетах «Дзвони Підгір'я», «Народна справа» та в альманасі «Зона».

## Брат
Дейнега Михайло Мойсейович, 1929 р. н., с. Забороль Луцького р-ну, українець, селянин-одноосібник, позапартійний. Заарештований 17.01.1948 р. Луцьким РВ МДБ. Звинувачений у зв'язках з УПА. ОН МДБ СРСР 21.07.1948 р. засуджений за ст. 20-54-1а, 54-11 КК УРСР на 5 р. ВТТ. Подальша доля невідома. Реабілітований 19.02.1992 р. прокуратурою Волинської області (Держархів Волинської обл., ф. 4666, оп. 2, спр. 3380).
За спогадами сестри, з малих років був членом Пласту. Вже у дев'ять років прийшов у школу в сорочці з гудзиками, на яких були витиснуті тризуби. Там зчинився ґвалт — директор викликав жандармерію і хлопцеві повирізали ґудзики прямо з тканиною, залишивши дірки. Та на цьому його витівки не закінчилися — через якийсь час хлопці повиривали очі на портретах маршала Польщі Пілсудського і президента Мостицького. Це Михайлові з рук не зійшло: «Приїхала жандармерія і дуже їх била. Коли брат повернувся додому, руки були посічені різкою чи лінійкою, а батька оштрафували — мусив їхати відробляти полякам під час посівної. Хлопців вигнали зі школи». Після цього, вже при німцях, Михайло вступив в ОУН. Вчився у Львові, в залізничному технікумі, а паралельно був зв'язковим ОУН. Тетяна Мусіївна згадує його роботу так: «Мій брат перевозив цілі чемодани документації, а звідти, зі Львова, я сама бачила, повну валізу пістолетів. На тих пістолетах і нас вчили стріляти згодом».
«Мого брата заарештували на Різдво. Чомусь завжди всі облави, засідки — це все було на релігійні свята. Михайла вистежили і в 48-му о шостій годині різдвяного ранку наш дім оточили чекісти. Його так били, що мама втратила свідомість, кров бризкала на стелю, а я кидалась на них з кулаками і кричала: „Кати!“. Вони ж казали: „Гніда, подрасті нємного і ти будєш там, гдє твой братєц“. І дійсно, через півтора року вони прийшли за мною».

## Спогади про волинянок в УПА
Спогади про подруг із села Піддубці — Василину Демчинську і Зіну Драницьку.
- Василина Демчинська, псевдо «Циганка», в 1943-му організовувала лікування повстанців у створеній на той час Колківській республіці, створила вісім маленьких шпиталів. Відзначилася під час наступу німецьких військ — їй вдалося вберегти всіх своїх поранених — на човнах, плотах і навіть на звичайних драбинах Василина переправила повстанців через Стир. Історія смерті Циганки теж героїчна — солдатка перебувала на одній із нарад старшин, коли їхній схрон оточили чекісти. Поки командування відходило, Василина разом із Іваном Циплюком залишилася їх прикривати. Клуню підпалили, а з неї вийшла Циганка в вишитій сорочці з автоматом на грудях та розпущеними косами. Чекісти оторопіли та й кажуть: «Красавица, сдавайся, ми тебе падарим жизнь». А вона гордо їм відповіла: «Українські патріоти живими в руки ворога не здаються». Тоді відстріляла останню обойму з автомата, кинула їм під ноги, і пішла в палаючу клуню. Пізніше люди знайшли два обгорілі тіла — їх закопали в одну могилу, яка ще й досі є на кладовищі в Піддубцях.

- Зіна Драницька — дружина одного з двох перших сотників УПА Миколи Якимчука на псевдо «Олег». Саме вони з Зіною, разом зі ще одним сотником — Сергієм Качинським — об'єдналися проти боротьби з німцями, ще не маючи тоді офіційної назви. Написали присягу, ввели військову дисципліну, розбили загони на рої. "Наш військовий округ створився раніше, ніж інші на Волині. Тому й співають: «Ой там на Півночі Волині, створилась армія УПА. Його назвали група УПА-Північ і нашим безпосереднім командиром був Клим Савур»

## Виноски
1. ↑  конфіскація майна
2. ↑  особлива нарада